# Plesiotethina australis
Plesiotethina australis är en tvåvingeart som beskrevs av Lorenzo Munari 2000. Plesiotethina australis ingår i släktet Plesiotethina och familjen Canacidae. Inga underarter finns listade i Catalogue of Life.